# Afrodite
Afrodite  var elskovens gudinde i græsk mytologi, men er også kendt for at være gudinden for kærlighed, skønhed og frugtbarhed.
Ifølge Hesiod omkring 700 f.Kr. er hun en af de ældste gudinder. Afrodite er født i havet af skummet, der opstod da den kastrerede Uranos' lem ramte havet, derfor afledte grækerne hendes navn af afros ("skum"). Hun kaldes Den Skumfødte. Der er tale om folkemytologi, og betydningen af navnet kendes ikke. Ifølge Homer og i senere litteratur er hun datter af Zeus og Dione. Hun er meget forførerisk, og det går fra tid til anden ud over dødelige og guder. Hun svarer til den romerske gudinde Venus.
Afrodite giftede sig først med smedenes gud Hefaistos, men blev tiltrukket af krigernes gud, Ares. Da hun bliver taget på fersk gerning i sin egen seng med Ares, kræver Hefaistos skilsmisse.
Afrodite bliver senere uformelt gift med Ares. Afrodite og Ares får sammen sønnen Eros.
Hendes symbol er en due og planten myrte.